# 愛媛県立宇和島南中等教育学校
愛媛県立宇和島南中等教育学校（えひめけんりつ うわじまみなみちゅうとうきょういくがっこう）は、愛媛県宇和島市文京町にある県立中等教育学校。

## 沿革
- 2002年7月12日 - 愛媛県県立学校設置条例の一部を改正する条例公布[1]。
- 2003年 - 愛媛県立宇和島南高等学校に愛媛県立宇和島南中学校併設。(中高一貫教育開始)
- 2006年 - 愛媛県立宇和島南中等教育学校となる[2]。
- 2008年 - 創立110周年記念式典挙行。
- 2011年 - 愛媛県立宇和島南高等学校定時制閉科。
- 2015年 - 文部科学省からスーパーグローバルハイスクールに指定される。
- 2018年 - 創立120周年記念式典挙行。
- 2024年 - 前期課程の募集を停止[3][4]。
- 2027年 - 宇和島水産高校を統合し、水産科を設置。宇和島南高等学校（仮称）となる予定[3]。